# Маис (Лачинський район)
Маис (азерб. Mayis) — село у Лачинському районі Азербайджану. Село розташоване за 17 км на північний захід від районного центру, міста Лачина та за 1 км на південний захід від села Сонасар.
З 1992 по 2020 рік було під Збройні сили Вірменії окупацією і називалось Марґіс (вірм. Մարգիս), входячи в Кашатазький район невизнаний Нагірно-Карабаська Республіка. 1 грудня 2020 в ході Другої карабаської війни села було звільнено Збройні сили Азербайджану. (вірмени трактують це як окупацію).